# Pseudaligia albocincta
Pseudaligia albocincta är en insektsart som beskrevs av Kramer och Delong 1968. Pseudaligia albocincta ingår i släktet Pseudaligia och familjen dvärgstritar. Inga underarter finns listade i Catalogue of Life.